# مصطفی بن جعفر
مصطفی بن جعفر (عربی: مصطفى بن جعفر؛ زادهٔ ۸ دسامبر ۱۹۴۰) در منطقه باب سویقه در تونس به دنیا آمد. وی یک سیاستمدار تونسی و دبیرکل حزب فراکسیون و رئیس مجلس ملی مؤسسان از ۲۲ نوامبر ۲۰۱۱ است. همچنین او کاندید انتخابات ریاست جمهوری تونس در سال ۲۰۱۴ شد.

## تحصیلات
مصطفی بن جعفر در زمان کودکی یتیم و در یک خانواده ای با پنج فرزند بود؛ ولی این باعث نشد که او از سال ۱۹۵۰ تا ۱۹۵۶ به مدرسه «صادقیه» نرود. او تحصیلات عالی خود را در فرانسه در رشته پزشکی ادامه داد و متخصص رادیولوژی شد. در دوران دانشجویی به اتحادیه سراسری دانشجویان تونس پیوست. در سال ۱۹۷۵ به تونس بازگشت و در دانشکده پزشکی در تونس تدریس کرد و همزمان مسول بخش رادیولوژی بیمارستان صالح عزیز بود (۱۹۸۰–۱۹۷۵).

## کار سیاسی
از لحاظ سیاسی، او عضو حزب آزاد قانون اساسی جدید بود اما در دهه هفتاد از این حزب جدا شد و به همراه گروهی در سال ۱۹۷۸ جنبش سوسیالیست‌های دمکرات را اعلام کردند که او یکی از بنیانگذاران این جنبش بود. در این دوره او در انتشار روزنامه الرأی در سال ۱۹۷۷ و انجمن تونسی دفاع از حقوق بشر در سال ۱۹۷۸ دست داشت و در سال‌های ۱۹۸۶ تا ۱۹۹۴ جانشین رئیس این انجمن بود. وی یکی از بنیانگذاران سندیکای پزشکان بیمارستان‌های دانشگاهی در سال ۱۹۷۷ بود.

## رهبری حزب
سال ۱۹۹۱، در جنبش سوسیال دموکراتها به رهبری محمد موحد اختلاف پیدا کرد و در سال ۱۹۹۲ مخالفت خود را با این جنبش اعلام کرد. در سال ۱۹۹۲ از آن جنبش جدا شد و در سال ۱۹۹۴، فراکسیون دموکراتیک برای کار و آزادی را تأسیس کرد. در سال ۱۹۹۶، به تشکیل شورای ملی آزادی‌ها در تونس کمک کرد. او در سال ۲۰۰۹ برای ریاست جمهوری کاندید شد، اما شورای قانون اساسی او را قبول نکرد چون دبیر کلی او در حزبش از طریق انتخابات نبود. پس از انقلاب تونس، او حاضر به شرکت در دولت محمد غنوشی نشد و در حالیکه به او پیشنهاد وزارت بهداشت شده بود.
در تاریخ ۲۲ نوامبر ۲۰۱۱ با ۱۴۵ رای موافق در برابر ۶۸ رای مخالف به عنوان رئیس مجلس مؤسسان ملی انتخاب و بر رقیب خود مایا جریبی رهبر حزب پیشرو دمکراتیک چپ پیروز شد.